# Кіау (Гаваї)
Кіау (англ. Keaau) — переписна місцевість (CDP) в США, в окрузі Гаваї штату Гаваї. Населення — 1195 осіб (2020).

## Географія
Кіау розташований за координатами 19°36′56″ пн. ш. 155°2′14″ зх. д. / 19.61556° пн. ш. 155.03722° зх. д. (19.615567, -155.037207).  За даними Бюро перепису населення США в 2010 році переписна місцевість мала площу 6,67 км², уся площа — суходіл.

## Демографія
Згідно з переписом 2010 року, у переписній місцевості мешкали 2253 особи в 701 домогосподарстві у складі 522 родин. Густота населення становила 338 осіб/км².  Було 757 помешкань (114/км²).
Расовий склад населення:
| - 52,0 % — азіатів - 12,4 % — білих - 7,5 % — вихідців з тихоокеанських островів - 0,2 % — корінних американців - 0,2 % — чорних або афроамериканців |

До двох чи більше рас належало 27,3 %. Частка іспаномовних становила 8,7 % від усіх жителів.
За віковим діапазоном населення розподілялося таким чином: 23,7 % — особи молодші 18 років, 59,1 % — особи у віці 18—64 років, 17,2 % — особи у віці 65 років та старші. Медіана віку мешканця становила 41,1 року. На 100 осіб жіночої статі у переписній місцевості припадало 99,6 чоловіків;  на 100 жінок у віці від 18 років та старших — 97,1 чоловіків також старших 18 років.
Середній дохід на одне домашнє господарство  становив 69 717 доларів США (медіана — 51 429), а середній дохід на одну сім'ю — 81 439 доларів (медіана — 69 792). Медіана доходів становила 46 250 доларів для чоловіків та 36 810 доларів для жінок. За межею бідності перебувало 13,5 % осіб, у тому числі 16,2 % дітей у віці до 18 років та 13,9 % осіб у віці 65 років та старших.
Цивільне працевлаштоване населення становило 1015 осіб. Основні галузі зайнятості: освіта, охорона здоров'я та соціальна допомога — 33,2 %, мистецтво, розваги та відпочинок — 10,4 %, роздрібна торгівля — 10,1 %, науковці, спеціалісти, менеджери — 9,9 %.